# Cheb Nasro
Nasro (en árabe: نصرو‎, cuyo nombre real es Nasereddine Souidi), más conocido como Cheb Nasro, es un cantante argelino de raï, nacido en Aïn Témouchent el 30 de noviembre de 1969. Es influenciado por el padre del raï moderno Messaoud Bellemou. Considerado junto a Cheb Hasni como uno de los mejores cantantes de raï sentimental.

## Biografía
Nasereddine nació el 30 de noviembre de 1969 en Aïn Témouchent, una pequeña ciudad a 90 km al oeste de Orán donde vivió y creció. Desde los dos años, tocó su primer instrumento musical, un derbouka (tambor tradicional árabe) ofrecido por su tío. 
Alentado por un vecino, el famoso cantante de raï de la época, Cheb Zahouani, comenzó inmediatamente a cantar en bodas, bautizos y otras celebraciones. A la edad de 18 años, grabó su primer álbum, seguido por otros durante su larga carrera. Su voz llena de sentimiento y de su propio estilo lo hizo una indiscutible estrella de raï, rivalizando con el cantante Cheb Hasni. En noviembre de 1997, realizó su última presentación en Argelia en Sidi Fredj, y desde entonces se trasladó a vivir a Miami.
Durante su carrera como cantante, realizó varios conciertos alrededor del mundo, incluso en el mundo árabe, Europa y América del Norte. A principios de los años 2000, emigró a los Estados Unidos, y firmó un contrato con la discográfica americana Melodia Records para convertirse en el primer y único cantante de raï en firmar con una empresa estadounidense.

## Discografía
Durando su larga carrera Nasro ha producido varios álbumes, sencillos, compilaciones y conciertos :

### Álbumes
- 1988: Choufi men aâchkak ki rani
- ... : Aâchkake chayabni
- ... : Aâyite hacane manek
- ... : Aâtak rabi blaça fi galbi
- 1990: Aâtini galbek
- 1991: Ki n'sakssiha ila tabghini
- 1992 : Mon amour
- 1992: Aâyite nsabar fi galbi
- 1992: B'nate el youm bazaf
- ... : C'est mon choix
- ... : Ca fait plaisir
- ... : Chab rassi fel hob (avec Chaba Fella)
- 1993: El-hob âyah
- 1993: Mah'na laoula
- ... : Mariage
- ... : Mariage 2
- ... : Mazal galbha toujours fia
- ... : Mazal galbi tamaa fa li nsatni
- 1994: Griba wala baâida
- ... : Hassdouni fih
- ... : Heureusement ma hkitlekch seri
- ... : Hkayete lamhaba
- ... : H'ssebti ki tgouli nabghik
- 1994 : Ne me quitte pas
- ... : N'ssite wa nkarti el maârouf
- ... : Ouf ouf mel ghorba
- ... : Reservit lik galbi
- 1995 : Reviens à moi
- ... : Sabrina
- ... : Samhini fat el awane
- ... : Separation
- ... : Taârfouni beli nabghiha
- ... : Yji nhar win netlakou
- 1995: Ana al ghaltane khayertek anti
- 1996: Choufi el maktoub ki lakana
- 1996: Dawha goudam aâyni
- ... : Dayaâte snine men ômri
- ... : Dés fois nebghi nkhabrek
- 1997: Ana wa nti wa dahr twil
- ... : Antiya sababI
- ... : Bahr tofane
- ... : Bghitek amour
- 1997: Nabghik ana nabghik
- ... : Natsam'hou (avec kheira )
- 1998: La la machi kima hak
- ... : Lilate aârssek bkite
- ... : Loukane ja el galbe yaâchek zouj
- ... : Mada bia ça fait plaisir
- ... : Madabikoum natfarkou
- ... : Mahboubet galbi rahet
- ... : Mahma goultou fiha
- 2001 : Enfin oueldi oula benti
- ... : Fatima
- 2004 : Kounti maâya ki soltana
- ... : L'histoir li hia nsatha
- 2010 : Lady
- 2011 : Khtitek ana et je regrette
- 2013 : I Love You
- 2016 : Adam

### Compilaciones
- 1998 : Le Meilleur
- 2002 : Departures
- 2006 : Best of love